# Gans im Glück
Gans im Glück (Originaltitel: Duck Duck Goose) ist ein computeranimierter Comedy-Film aus dem Jahr 2018 unter der Regie von Chris Jenkins mit den Stimmen von Jim Gaffigan, Zendaya und Carl Reiner.

## Handlung
Der Film handelt davon, was zwischen einer ungezogenen Gans und zwei Entenküken passiert. Peng ist eine Gans, die ihre ganze Zeit damit verbringt, für den bevorstehenden Vogelzug zu üben. Peng, der glaubt, er sei besser als jeder andere, verursacht auch viele Unfälle, während er versucht, verrückte Bewegungen mit hoher Geschwindigkeit auszuführen. Eines Tages trifft er zwei Entenküken namens Lucky und Lissy, während er sehr nahe am Boden fliegt. Peng, der die Enten veranlasst, die Familie zu verlassen, muss sich um sie kümmern. Obwohl er sich in dieser Situation zunächst unwohl fühlte, lernt Peng, der mit der Zeit eine unerwartete Verbindung zu den Entenküken hergestellt hat, dank Lucky und Lissy, was bedingungslose Liebe bedeutet.

## Synchronisation
| Rolle            | Originalsprecher | Deutscher Sprecher (Kino) | Deutscher Sprecher (Netflix) |
| ---------------- | ---------------- | ------------------------- | ---------------------------- |
| Peng             | Jim Gaffigan     | Markus Pfeiffer           | Rainer Doering               |
| Lissy            | Zendaya          | Marcia von Rebay          | Olivia Büschken              |
| Lucky            | Lance Lim        | Norman Endres             | Patrick Keller               |
| Banzou           | Greg Proops      | Oliver Stritzel           | Ingo Albrecht                |
| Bing             | Diedrich Bader   | Reinhard Scheunemann      | Frank Kirschgens             |
| Carl             | Reggie Watts     | Thomas Wenke              | Klaus-Peter Grap             |
| Larry            | Carl Reiner      | Erich Ludwig              | Hans-Eckart Eckhardt         |
| Jingjing         | Natasha Leggero  | Laura Maire               | Cathlen Gawlich              |
| Gustl (Giles)    | Craig Ferguson   | Christian Tramitz         | Michael Ernst                |
| Franzl (Frazier) | Stephen Fry      | William Cohn              | Dirk Stollberg               |
| Edna             | Jennifer Grey    | Bettina Redlich           | Antje Thiele                 |